# Список творческих работ Джин Харлоу

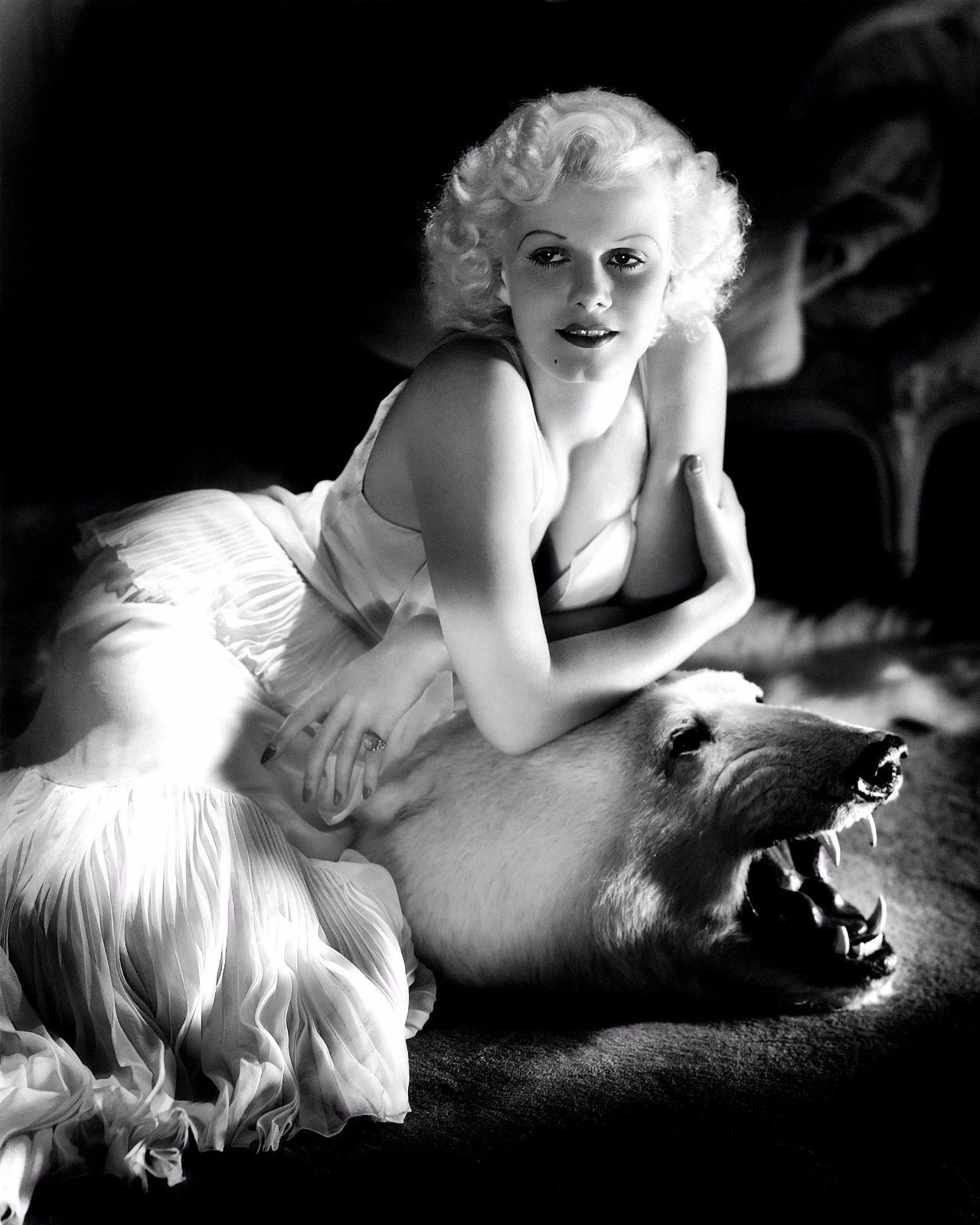
Джин Харлоу в 1930-е годы

В список творческих работ американской актрисы Джин Харлоу (1911—1937) входят работы в кинематографе и на радио, в которых она участвовала на протяжении 9 лет своей актёрской карьеры (с 1928 по 1937 год). Свою кинокарьеру Харлоу начала в конце 1920-х годов, исполняя небольшие роли во многих немых фильмах, в том числе в короткометражных лентах комедийного дуэта Лорела и Харди. Широкую известность ей принесли роли в комедийных и криминальных фильмах, а также драмах докодексового периода. Некоторые фильмы с участием актрисы считаются классикой кинематографа и включены в Национальный реестр фильмов Библиотеки Конгресса США, представляющие культурное, историческое или эстетическое значение. Несмотря на недолгую карьеру в кино, Джин Харлоу входит в число выдающихся актрис американского кинематографа и «Золотого века» Голливуда.

## Кинематограф

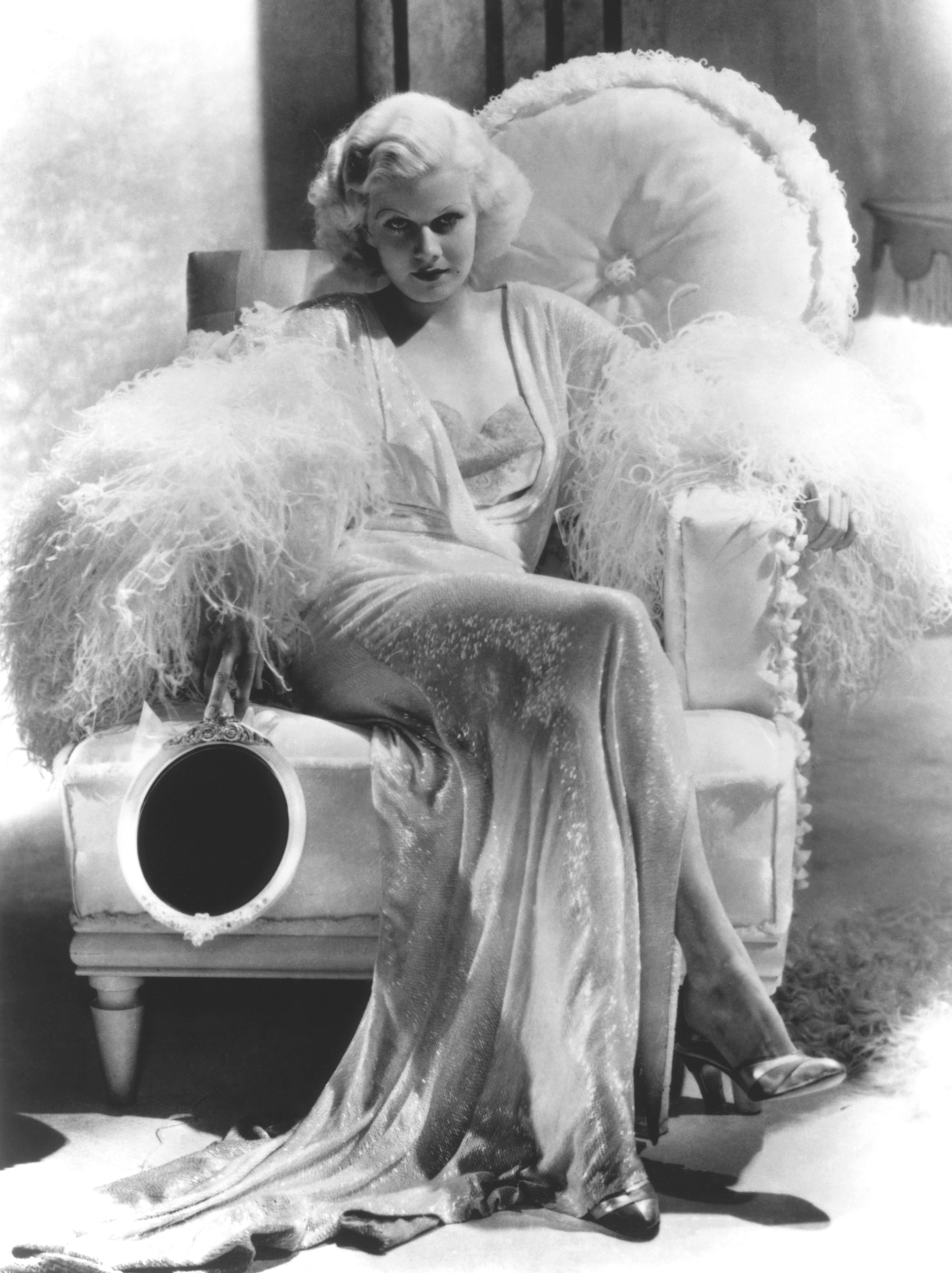
Джин Харлоу в роли Китти Паккард для фильма «Обед в восемь», 1932 год

Джин Харлоу начала свою карьеру в кинематографе в качестве статистки немых фильмов в конце 1920-х годов. Её полнометражный дебют состоялся в 1928 году в драматическом фильме «Узы чести». В дальнейшем она сыграла эпизодические роли в нескольких фильмах, среди которых комедии «Морячок Моран» (1928), «Беглецы» (1929), «Зачем быть хорошим» (1929) и мюзикл «Скрытая гармония» (1929). Кроме того, Харлоу участвовала в съемках короткометражных комедийных лентах студии Хэла Роуча, где работала с Чарли Чейзом в «Погоне за мужьями» (1928) и с комедийным дуэтом Лорел и Харди в «Свободе» (1929), «Двойном кутеже» (1929) и «Конфискаторах» (1929). Одной из её первых заметных ролей стала роль сестры героинь, сыгранных Кларой Боу и Джин Артур в звуковой фильме «Дитя субботнего вечера» (1929).
После рекомендации её друга, актёра Джеймса Холла, актриса была выбрана для роли Хелен в военной драме Говарда Хьюза «Ангелы ада» (1930). Фильм был преимущественно снят в чёрно-белом формате, однако для некоторых ключевых сцен была применена технология «Техниколор» для создания цветных кадров, включая те, где снималась актриса. Эти цветные эпизоды стали первыми и единственными в её карьере. Несмотря на смешанные отзывы критиков, которые негативно оценили выступление Харлоу, фильм пользовался популярностью у зрителей и стал важной вехой в её карьере.. Год спустя Харлоу сыграла в ряде кинокартин, среди которых «Секретная шестёрка» с Уоллесом Бири и Кларком Гейблом, «Враг Общества» с Джеймсом Кэгни и «Железный человек» в паре с Лью Эйрсом и Робертом Армстронгом. Хотя эти киноленты показали разный уровень успеха в прокате, отношение критиков к актёрской игре Харлоу оставалось скептическим. В этот период актриса также снялась в успешных картинах Фрэнка Капры «Платиновая блондинка» (1931) и Чарлза Брэбина «Чудовище города» (1932), а также в менее успешном фильме Уильяма Бодайна «Три умницы» (1932).
В 1932 году актриса заключила контракт с киностудией Metro-Goldwyn-Mayer (MGM) и вскоре снялась в романтической комедии «Женщина с рыжими волосами». В картине она исполнила роль амбициозной молодой девушки, которая искусно манипулирует окружающими для достижения своих целей. Фильм получил положительные отзывы критиков, а Харлоу впервые была удостоена высоких похвал за свою игру. Эта роль закрепила за ней экранное амплуа «плохой девушки», основанный на образах героинях, без стыда использующих свою сексуальность для извлечения выгоды. Подобный образ стал характерным как в ранних, так и последующих её киноработах.
В этот период Харлоу вместе Кларком Гейблом появилась в двух мелодрамах: «Красная пыль» (1932) режиссёра Виктора Флеминга и «Береги своего мужчину» (1933) Сэма Вуда. В первом фильме она исполнила роль проститутки, скрывающейся от полиции Сайгона на каучуковой плантации во Французском Индокитае, а во втором — жёсткой и циничной девушки, влюбившейся в мелкого мошенника (Гейбл) и оказавшейся по его вине в исправительном учреждении. Оба фильма пользовались большой популярностью в прокате, собрав внушительные кассовые сборы.

В 1933 году Харлоу присоединилась к звёздному актёрскому составу, в который входили Мари Дресслер, Джона и Лайонела Барриморы и Уоллеса Бири, для съемок комедийной драмы Джорджа Кьюкора «Обед в восемь». Кинолента была благосклонно принята публикой и критиками и стала хитом в прокате. Аналогичный успех повторила следующая картина с участием актрисы — «Взрывоопасная красотка» (1933) с Ли Трейси и Франшо Тоуном, где она исполнила роль кинозвезды Лолы Бернс. В 1934 году Харлоу предстала в образе хористки Эдит Чепмен в малоуспешной романтической комедии Джека Конуэя «Девушка из Миссури».. Вышедший спустя год музыкальный фильм Виктора Флеминга «Безрассудные» стал первым коммерчески провальным фильмом актрисы с момента подписания контракта с MGM. 

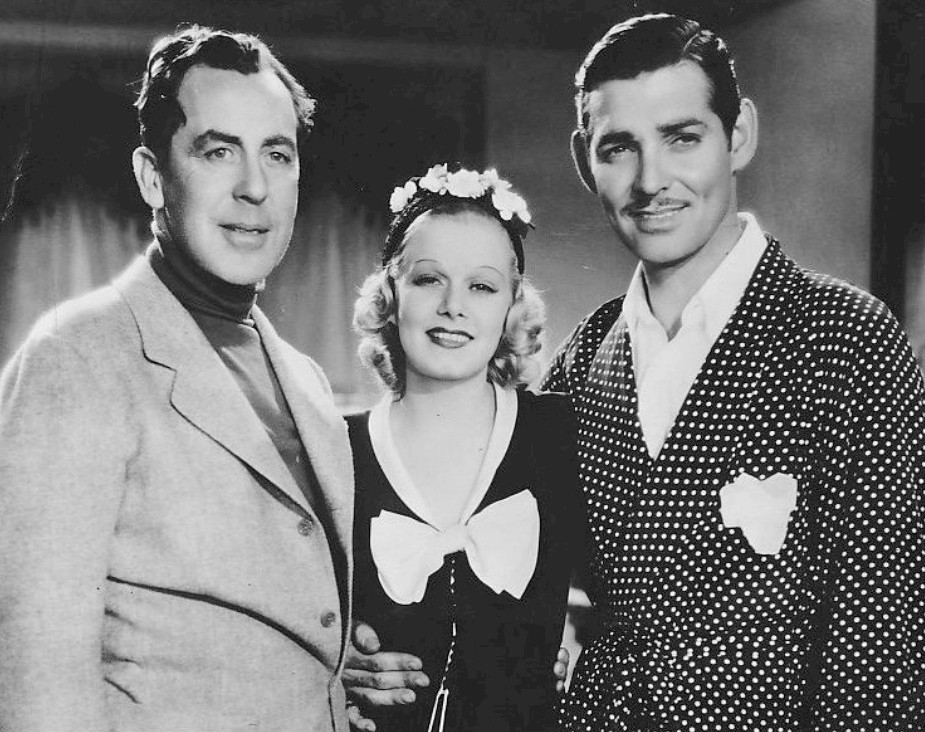
Харлоу вместе с режиссёром Джеком Конуэем и Кларком Гейблом на съемках фильма «Саратога», 1937 год

Популярность экранной пары Харлоу-Гейбл побудило студию MGM вновь объединить их для съёмок двух фильмов: приключенческий фильм «Китайские моря» (1935) с участием Уоллеса Бири и Розалинд Расселл и комедия «Жена против секретарши» (1936) с Мирной Лой и Джеймсом Стюартом. В дальнейшем Харлоу приняла участие в драмах «Сброд» (1936) с Спенсером Трейси и «Сюзи» (1936) с Кэри Грантом и Франшо Тоуном, а также в комедии «Оклеветанная» (1936) с Уильямом Пауэллом, Мирной Лой и Спенсером Трейси и романтическая комедия «Личная собственность» (1937) в паре с Робертом Тейлором. Последним фильмом с участием Харлоу стала мелодрама «Саратога» (1937), где её партнёром в шестой раз стал Гейбл. Актриса скончалась от почечной недостаточности во время съёмок картины, а оставшиеся сцены с её участием были завершены с помощью дублёрш. Фильм был выпущен через семь недель после смерти актрисы и стал самым кассовым в год выхода в прокат.

#### Наследие
Пять фильмов, в трёх из которых Джин Харлоу сыграла ключевые роли, такие как «Враг Общества» (1931), «Красная пыль» (1932) и «Обед в восемь» (1933) были внесены в Национальный реестр фильмов Библиотеки Конгресса США. В 1999 году актриса заняла 22-е место в списке «100 величайших звёзд кино за 100 лет» составленным Американским институтом киноискусства.

### Художественные фильмы

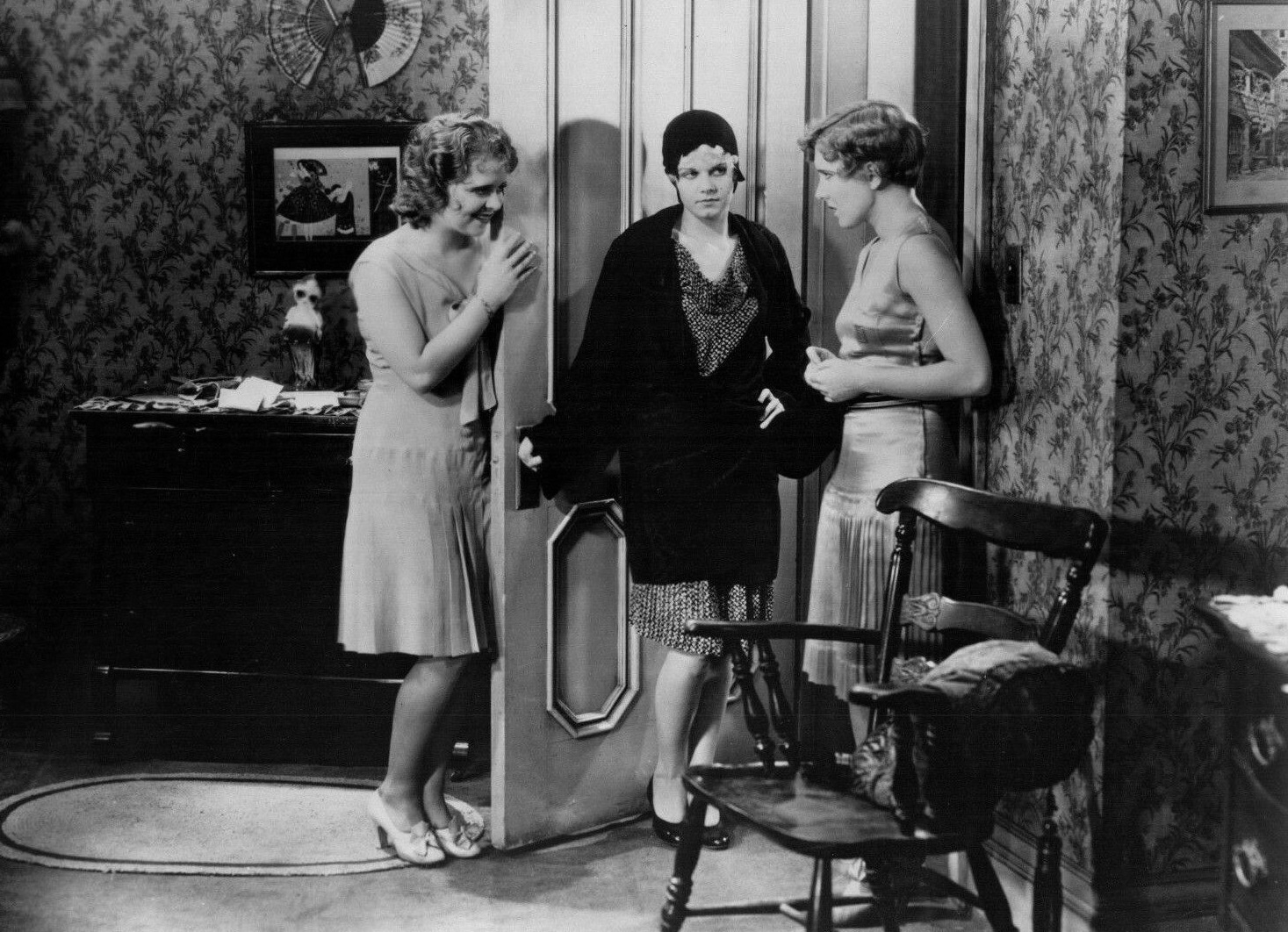
Клара Боу, Джин Харлоу и Джин Артур в фильме «Дитя субботнего вечера», 1929 год

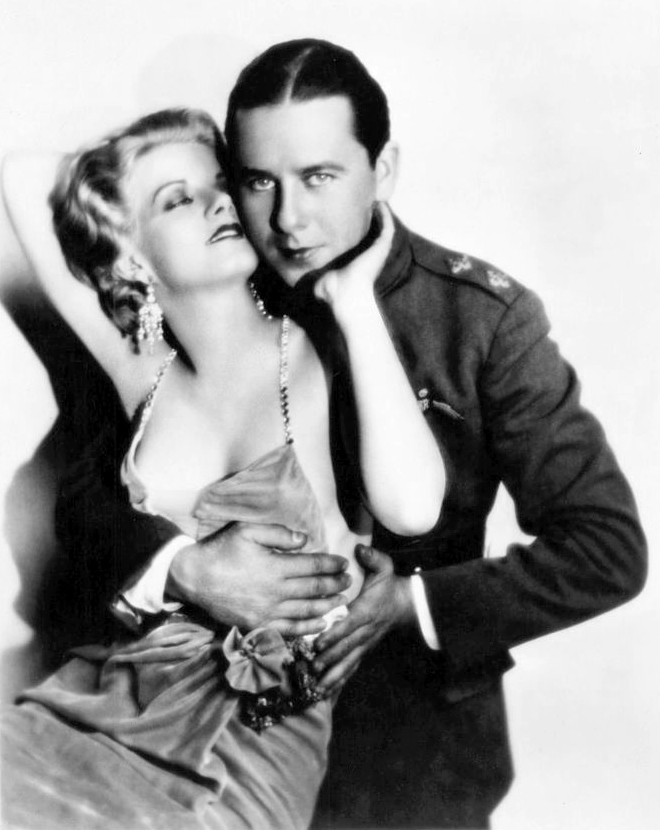
Рекламное фото с Беном Лайоном для фильма «Ангелы ада», 1930 год

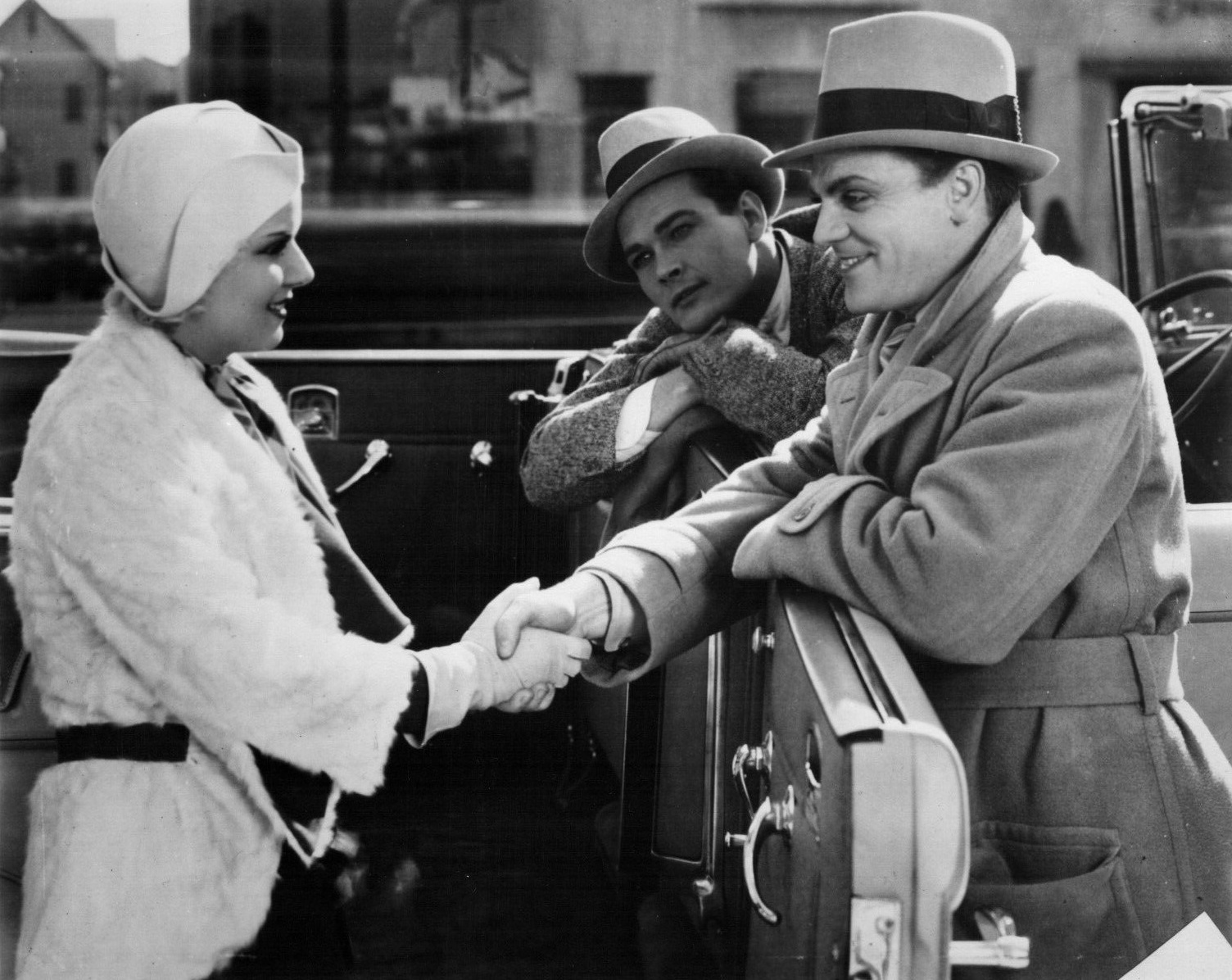
Кадр из фильма «Враг общества». Харлоу, Эдвард Вудс и Джеймс Кэгни, 1931 год

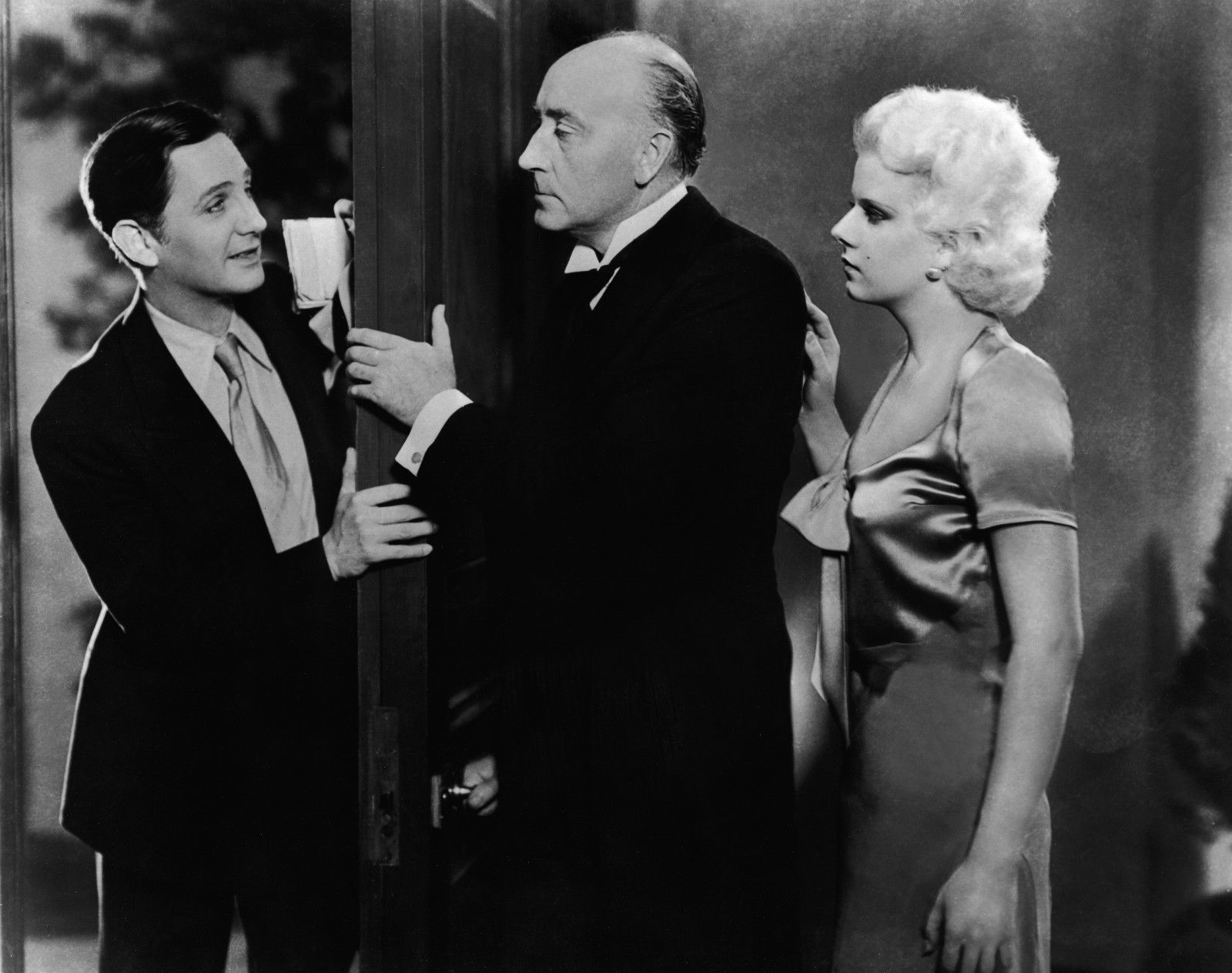
Харлоу с Робертом Уильямсом и Хэлливелом Гоббсом в «Платиновая блондинка», 1931 год

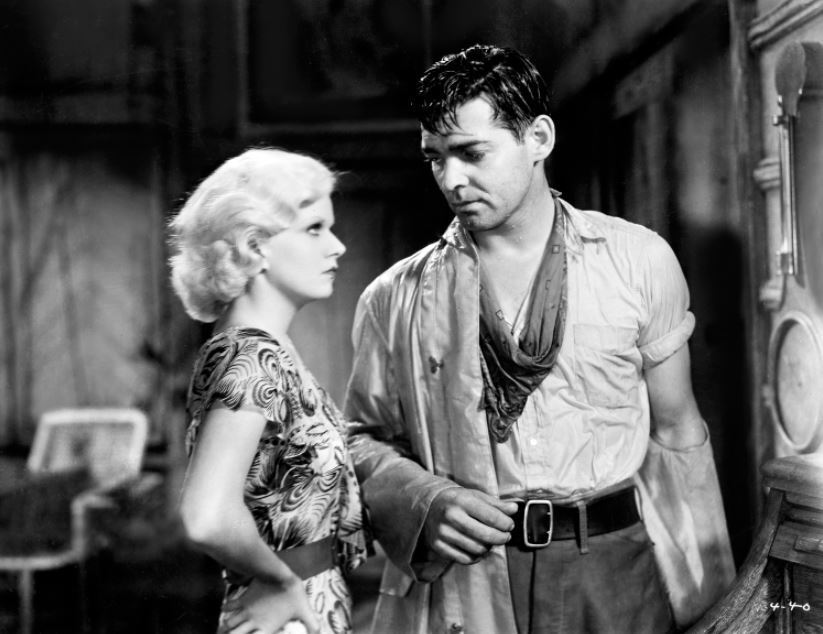
С Кларком Гейблом в фильме «Красная пыль», 1932 год

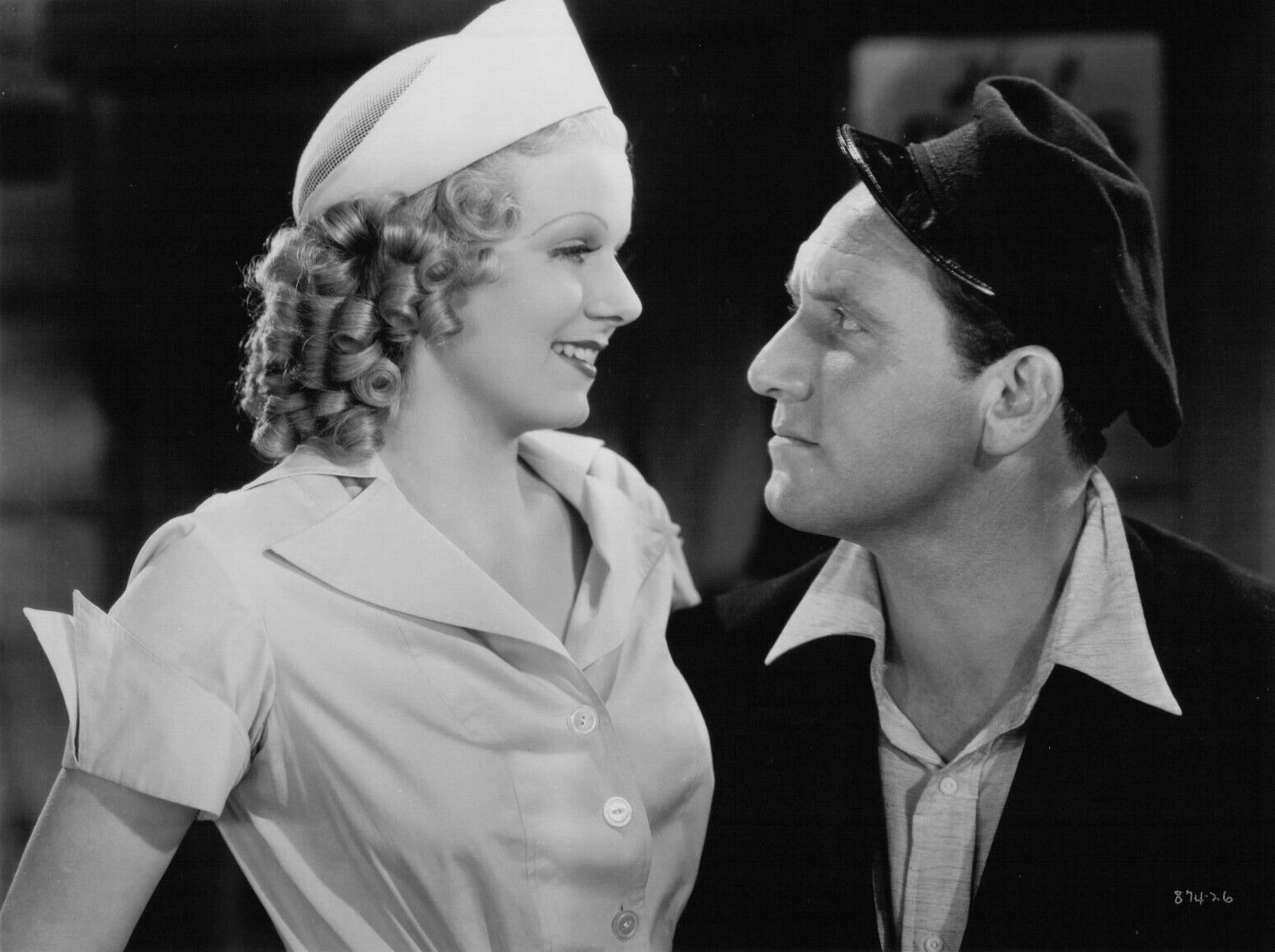
C Спенсером Трейси в фильме «Сброд», 1936 год

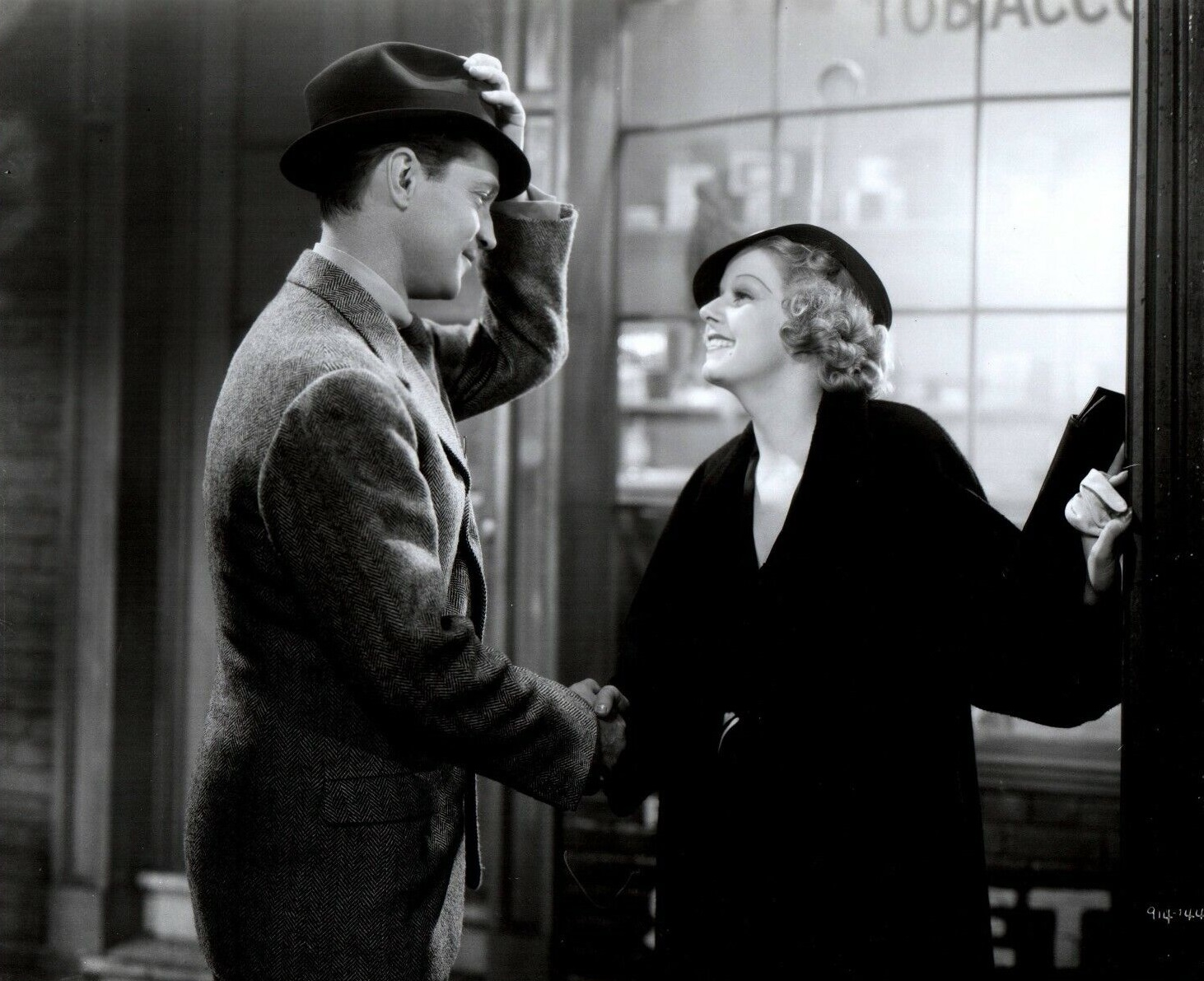
Кэри Грант и Джин Харлоу в фильме «Сюзи», 1936 год

| Год  |   | Русское название             | Оригинальное название  | Роль                                                                      |
| ---- | - | ---------------------------- | ---------------------- | ------------------------------------------------------------------------- |
| 1928 | ф | Узы чести                    | Honor Bound            | массовка (не указана в титрах)                                            |
| 1928 | ф | Морячок Моран                | Moran of the Marines   | массовка (не указана в титрах) / утер.фил.                                |
| 1929 | ф | Беглецы                      | Fugitives              | массовка (не указана в титрах)                                            |
| 1929 | ф | Зачем быть хорошим           | Why Be Good?           | массовка (не указана в титрах)                                            |
| 1929 | ф | Скрытая гармония             | Close Harmony          | хористка (не указана в титрах)                                            |
| 1929 | ф | Маскарад                     | Masquerade             | массовка (не указана в титрах)                                            |
| 1929 | ф | Дитя субботнего вечера       | The Saturday Night Kid | Хейзел (не указана в титрах) / (англ. Hazel)                              |
| 1929 | ф | Парад любви                  | The Love Parade        | массовка (не указана в титрах)                                            |
| 1929 | ф | Эта вещь, называемая любовью | This Thing Called Love | массовка (не указана в титрах)                                            |
| 1929 | ф | Нью-Йоркские ночи            | New York Nights        | массовка (не указана в титрах)                                            |
| 1930 | ф | Ангелы ада                   | Hell's Angels          | Хелен / (англ. Helen)                                                     |
| 1931 | ф | Огни большого города[A]      | City Lights            | массовка (не указана в титрах)                                            |
| 1931 | ф | Секретная шестёрка           | The Secret Six         | Энн Кортленд / (англ. Anne Courtland)                                     |
| 1931 | ф | Враг общества[A]             | The Public Enemy       | Гвен Аллен / (англ. Gwen Allen)                                           |
| 1931 | ф | Железный человек             | Iron Man               | Роуз Мейсон / (англ. Rose Mason)                                          |
| 1931 | ф | Голди                        | Goldie                 | Голди / (англ. Goldie)                                                    |
| 1931 | ф | Платиновая блондинка         | Platinum Blonde        | Энн Шуйлер / (англ. Anne Schuyler)                                        |
| 1932 | ф | Три умницы                   | Three Wise Girls       | Кэсси Барнс / (англ. Cassie Barnes)                                       |
| 1932 | ф | Чудовище города              | The Beast of the City  | Дэйзи Стивенс / Милдред Бомонт / (англ. Daisy Stevens / Mildred Beaumont) |
| 1932 | ф | Лицо со шрамом[A]            | Scarface               | массовка (не указана в титрах)                                            |
| 1932 | ф | Женщина с рыжими волосами    | Red-Headed Woman       | Лилиан Эндрюс Леджендр / (англ. Lillian Andrews Legendre)                 |
| 1932 | ф | Красная пыль[A]              | Red Dust               | Вантин Джефферсон / (англ. Vantine Jefferson)                             |
| 1933 | ф | Береги своего мужчину        | Hold Your Man          | Руби Адамс / (англ. Ruby Adams)                                           |
| 1933 | ф | Обед в восемь[A]             | Dinner at Eight        | Китти Паккард / (англ. Kitty Packard)                                     |
| 1933 | ф | Взрывоопасная красотка       | Bombshell              | Лола Бернс / (англ. Lola Burns)                                           |
| 1934 | ф | Девушка из Миссури           | The Girl from Missouri | Эдит «Эди» Чепмен / (англ. Edith «Eadie» Chapman)                         |
| 1935 | ф | Безрассудные                 | Reckless               | Мона Лесли / (англ. Mona Leslie)                                          |
| 1935 | ф | Китайские моря               | China Seas             | Долли Портленд / (англ. Dolly Portland)                                   |
| 1936 | ф | Сброд                        | Riffraff               | Гарриет «Хэтти» Таттл / (англ. Harriet «Hattie» Tuttle)                   |
| 1936 | ф | Жена против секретарши       | Wife vs. Secretary     | Хелен Уилсон / (англ. Helen Wilson)                                       |
| 1936 | ф | Сюзи                         | Suzy                   | Сюзанна «Сюзи» Трент / (англ. Suzanne «Suzy» Trent)                       |
| 1936 | ф | Оклеветанная                 | Libeled Lady           | Гледис Бентон / (англ. Gladys Benton)                                     |
| 1937 | ф | Личная собственность         | Personal Property      | Кристал Уэзерби / (англ. Crystal Wetherby)                                |
| 1937 | ф | Саратога                     | Saratoga               | Кэрол Клейтон / (англ. Carol Clayton)                                     |

- A↑ ↑ ↑ ↑ ↑ Фильмы, внесённые в Национальный реестр фильмов Библиотеки Конгресса США.

### Короткометражные фильмы
| Год  |     | Русское название          | Оригинальное название        | Роль                                                          |
| ---- | --- | ------------------------- | ---------------------------- | ------------------------------------------------------------- |
| 1928 | кор | Погоня за мужьями         | Chasing Husbands             | участница конкурса красоты (не указана в титрах) / утер. фил. |
| 1929 | кор | Свобода                   | Liberty                      | женщина в такси                                               |
| 1929 | кор | Почему сантехник?         | Why Is a Plumber?            | роль неизвестна                                               |
| 1929 | кор | Нецелованный              | The Unkissed Man             | роль неизвестна                                               |
| 1929 | кор | Двойной кутеж             | Double Whoopee               | элегантная блондинка                                          |
| 1929 | кор | Гремящие Парики           | Thundering Toupees           | роль неизвестна                                               |
| 1929 | кор | Конфискаторы              | Bacon Grabbers               | миссис Кеннеди / (англ. Mrs. Kennedy)                         |
| 1929 | кор | Слабый, но желающий       | Weak But Willing             | массовка (не указана в титрах)                                |
| 1932 | док | Снимки экрана[A]          | Screen Snapshots             | играла саму себя                                              |
| 1933 | кор | Голливуд на параде № А-12 | Hollywood on Parade No. A-12 | играла саму себя                                              |
| 1933 | кор | Голливуд на параде № B-1  | Hollywood on Parade No. B-1  | играла саму себя                                              |
| 1934 | кор | Голливуд на параде № B-6  | Hollywood on Parade No. B-6  | играла саму себя                                              |

- A ↑ Короткометражный документальный фильм.

## Радио

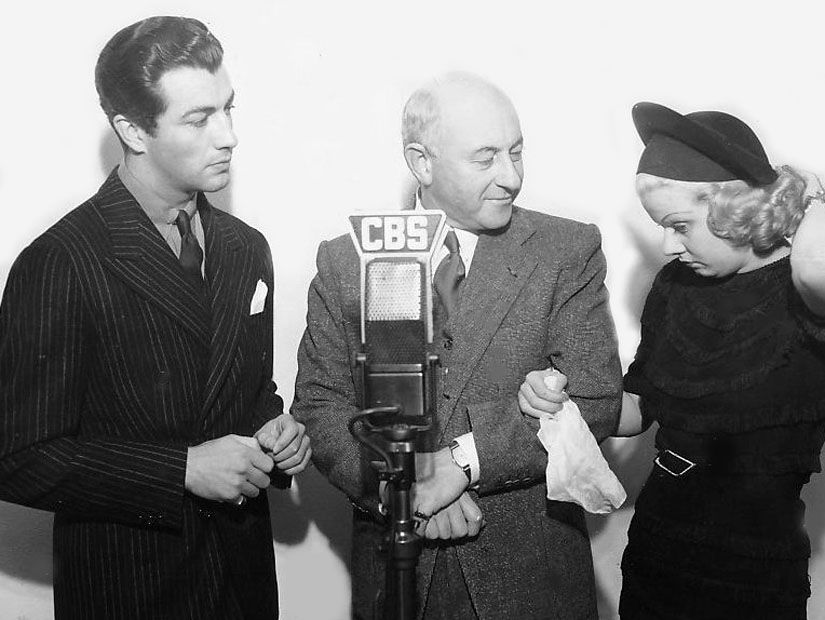
Роберт Тейлор, Сесил Б. Демилль и Джин Харлоу на радиопередаче «Радиотеатр Люкс», 1936 год

Также примечательны были её появления на радио. Харлоу участвовала в двух радиоспектаклях, как «China Seas» для «Отель Голливуд» и «Madame Sans-Gêne» для «Радиотеатр Люкс», которые вышли в эфир в 1935 и 1936 годах соответственно. Помимо этого, актриса часто появлялась в качестве приглашённой гостьи и давала интервью, в том числе известной журналисткой Луэлле Парсонс, а также принимала участие в прямых радиотрансляциях премьер фильмов в Китайском театре Граумана. Её последнее появление на радиоэфире состоялось 30 января 1937 года во время торжественного мероприятия, посвящённого дню рождения президента США Франклина Д. Рузвельта.
| Год       | Русское название                                                             | Оригинальное название (англ. )                          | Дата выхода в эфир   | Примечания                                                                                        |
| --------- | ---------------------------------------------------------------------------- | ------------------------------------------------------- | -------------------- | ------------------------------------------------------------------------------------------------- |
| 1930      | «Премьера „Ангелы ада“»                                                      | Hell’s Angels premiere                                  | 27 мая 1930          | выступление на радиоэфире в честь выхода фильма «Ангелы ада»                                      |
| 1930      | «WDAF, Канзас-Сити, Миссури»                                                 | WDAF, Kansas City, Missouri                             | 20 ноября 1930 года  | интервью                                                                                          |
| 1931      | «Танцевальный оркестр Lucky Strike»                                          | Lucky Strike Dance Orchestra                            | 1 декабря 1931 года  | роль: гостевое участие                                                                            |
| 1931      | «Танцевальный оркестр Lucky Strike»                                          | Lucky Strike Dance Orchestra                            | 17 декабря 1931 года | роль: гостевое участие                                                                            |
| 1932      | «Премьера „Гранд-отель“»                                                     | Grand Hotel premiere                                    | 29 апреля 1932 года  | выступление на радиоэфире в честь выхода фильма «Гранд-отель»                                     |
| 1933      | «Мелодии Калифорнии»                                                         | California Melodies                                     | 11 июля 1933 года    | роль: гостевое участие                                                                            |
| 1933      | «Премьера „Обед в восемь“»                                                   | Dinner at Eight premiere                                | 29 августа 1933 года | выступление на радиоэфире в честь выхода фильма «Обед в восемь»                                   |
| 1934      | «Премьера „Королева Кристина“»                                               | Queen Christina premiere                                | 9 февраля 1934       | выступление на радиоэфире в честь выхода фильма «Королева Кристина»                               |
| 1933—1934 | «Голливуд в прямом эфире»                                                    | Hollywood On The Air                                    | 1933 — 1934 годы     | роль: гостевое участие                                                                            |
| 1934      | «Отель Голливуд»                                                             | Hollywood Hotel                                         | 19 октября 1934 года | интервью                                                                                          |
| 1935      | «Отель Голливуд»                                                             | Hollywood Hotel                                         | 9 августа 1935 года  | роль: Долли Портленд / эпизод «China Seas»                                                        |
| 1936      | «Рецензии Эльзы Шаллерт»                                                     | Elza Schallert Reviews                                  | 28 августа 1936 года | интервью                                                                                          |
| 1936      | «Радиотеатр Люкс»                                                            | Lux Radio Theatre                                       | 14 декабря 1936 года | роль: мадам Сан-Жен / эпизод «Madame Sans-Gêne»                                                   |
| 1937      | «Бал в честь дня рождения Франклина Д. Рузвельта, Вашингтон, округ Колумбия» | Franklin D. Roosevelt’s Birthday Ball, Washington, D.C. | 30 января 1937 года  | выступление на радиоэфире в честь празднования дня рождения президента США Франклина Д. Рузвельта |

## Ссылка
- Jean Harlow (англ.) на сайте Internet Movie Database
- Jean Harlow — Filmography (англ.). AllMovie.